# Хурція Зураб
Зураб Хурція  (29 липня 1960, Гагра — 18 лютого 2014, Київ, Україна) — активіст Євромайдану.

## Біографія
Громадянин Грузії, народився у м. Гагра. Закінчив Краснодарський політехнічний інститут за фахом винного технолога. Після повернення в рідне місто разом з батьком і братом відкрив власний винний завод. Бізнес був успішним, але рід час війни в Абхазії 1992—1993 років він і його родина стали біженцями, втративши майже все своє майно і бізнес. Він переселився до міста Сенакі і за допомогою друзів йому вдалося знову відкрити невеликий винний завод, але під час російського вторгнення до Грузії у 2008 році завод і будинок, в якому Зураб жив зі своєю родиною був розбомблений російською авіцацією.
Після цього він переїхав до України і домовився зі своїми університетськими друзями-українцями відкрити тут спільне україно-грузинське виноробство. Так повинно було з'явитися нове дітище Зураба — спільне україно-грузинське виноробство. Проживав в Кропивницькому та Києві. Мріяв повернутися до Гагри і побудувати там церкву в пам'ять про загиблих жителів Абхазії. Реалізувати свої задуми не встиг, бо в Києві почався Євромайдан і Зураб не зміг залишитись осторонь.

## На Майдані
Був одним з перших, хто загинув серед протестувальників 18 лютого 2014 року. Його тіло було знайдено на барикаді, розташованої на вулиці Інститутській, у верхнього входу до метро Хрещатик. Загинув за нез'ясованих обставин.
Спогадами про свого побратима, Зураба Хурцію, ділиться його товариш Дмитро Степаненко:
«Зураб був першим з ким я познайомився, коли перейшов в Кіровоградську сотню. В метрі від нього я вкладався спати на вільному місці, на якому на підлозі знаходився лише туристичний коврик і Зураб запропонував мені одну із своїх тонких ковдр. Я змушений був відмовитися, так як привіз з собою спальний мішок. Коли почались морози вище -20 Зураб кутав шию в здоровенний шарф. Він стійко вистояв усі чергування на барикадах і пікети, весь наш протест.»

## Нагороди
- Орден Героїв Небесної Сотні (27 листопада 2014) — за громадянську мужність, патріотизм, відстоювання конституційних засад демократії, прав і свобод людини, виявлені під час Революції гідності (посмертно)[2][3]
- Медаль «За жертовність і любов до України» (УПЦ КП, червень 2015) (посмертно)[4]